# Huacho
Huacho is een stad van de provincie Huaura en van de regio Lima van Peru. De stad ligt ongeveer 150 kilometer boven de hoofdstad Lima, aan de Grote Oceaan. Huacho ligt aan de Pan-Amerikaanse weg en ligt niet ver van het Nationale reservaat Lomas de Lachay. 
De stad werd gesticht op 24 augustus 1571 en telde in 2015 92.000 inwoners.
De stad is de zetel van het rooms-katholieke bisdom Huacho.

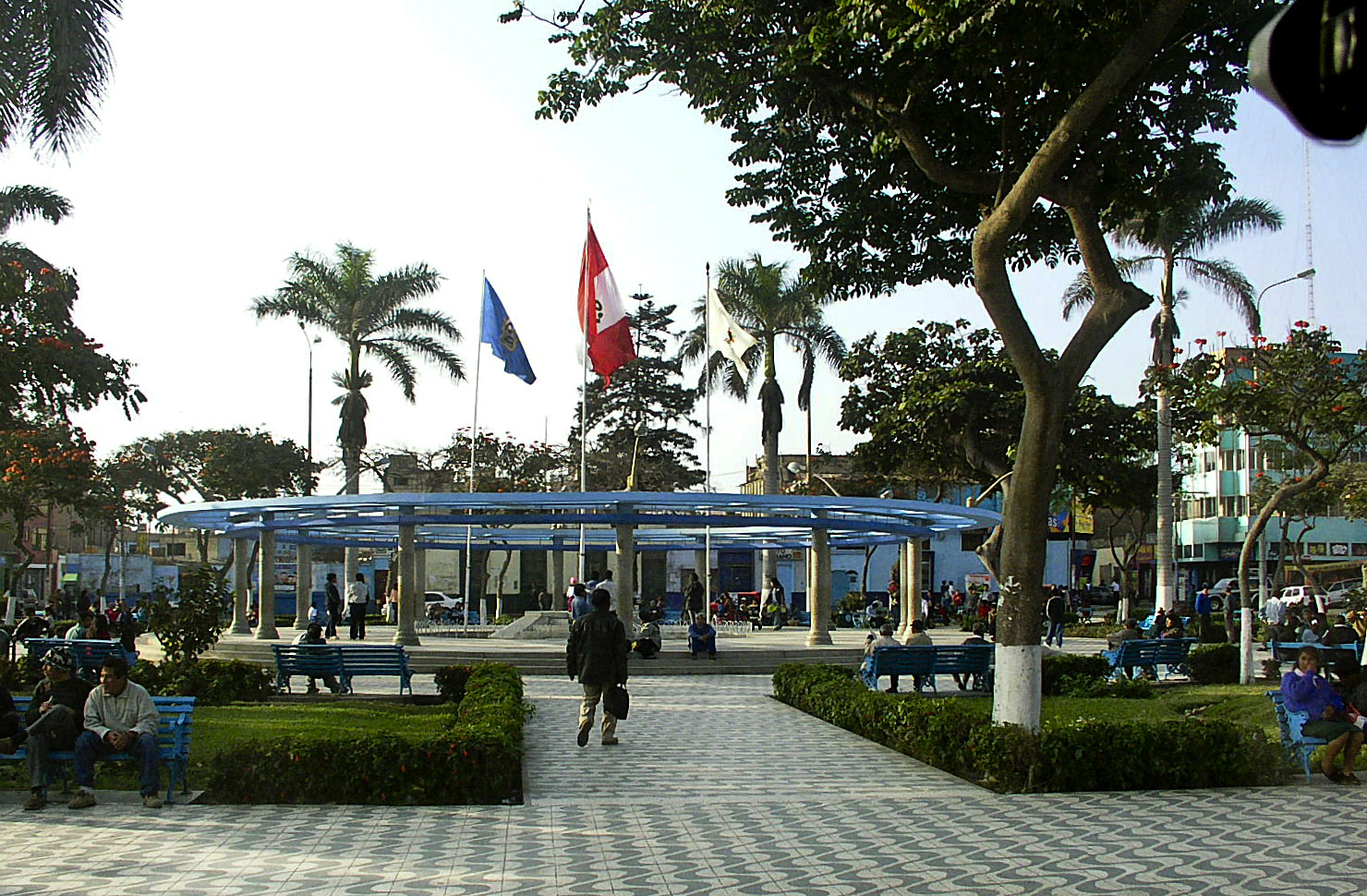
Plaza de Armas de Huacho in Huacho
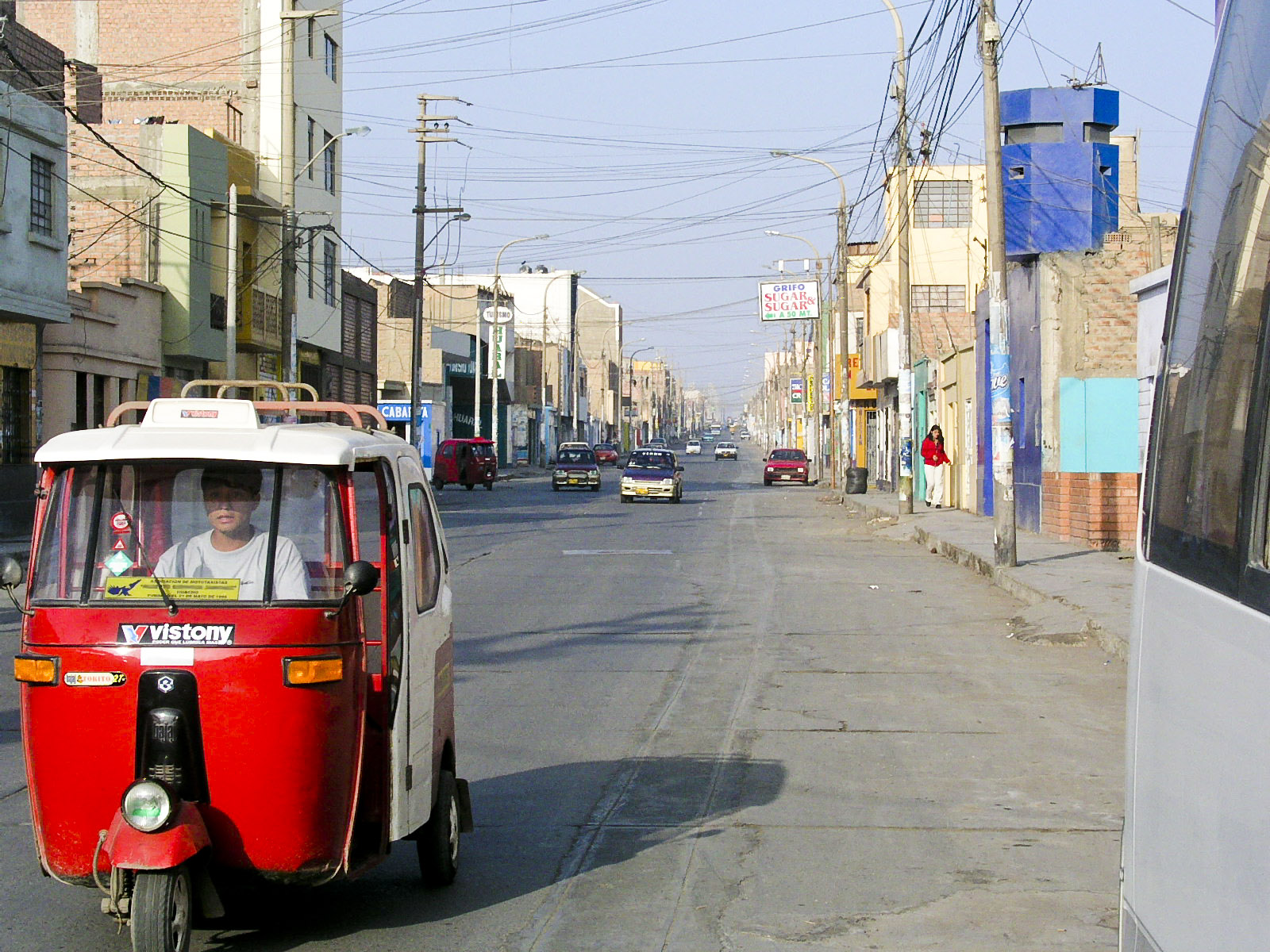
Straat in Huacho
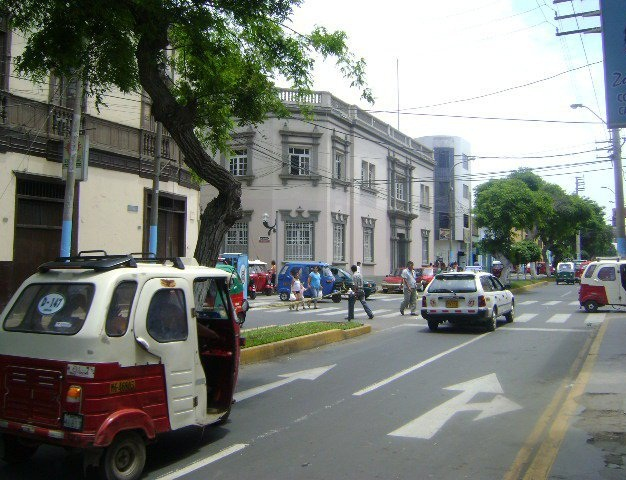
Centrum
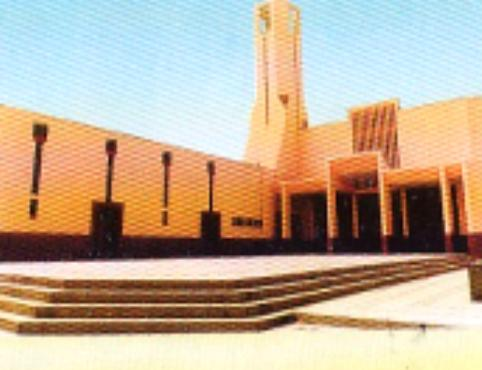
Kathedraal van Huacho

## Bestuurlijke indeling
Deze stad (ciudad) bestaat uit drie districten:
- Caleta
- Huacho (hoofdplaats van de provincie)
- Hualmay

## Geboren
- Alfredo Torero (1930-2004) - antropoloog en linguïst